# Davide De Cubellis
Davide De Cubellis (Roma, 1977) è un illustratore, fumettista e storyboard artist italiano.

## Biografia
Dal 1996 al 2002 frequenta la facoltà di Architettura, diplomandosi nel frattempo presso la Scuola Romana dei Fumetti dove, tempo dopo, ha cominciato ad insegnare.
Nel 2003 vince il Pierlambicchi di Prato e nel 2009 il Mediastars – Premio Tecnico della Pubblicità, per l'illustrazione. Ha insegnato allo IED, la Scuola Romana dei Fumetti e l'Accademia di Cinema Rosebud. Oggi è docente IDEA Academy e direttore del master Illustration360.
Dal 2003 al 2013 ha lavorato in coppia con Paolo Morales a numerose storie di Martin Mystère (Sergio Bonelli Editore), fra cui un albo gigante e un almanacco.
Ritorno a Berlino, sesto episodio della collana Le Storie (Sergio Bonelli Editore), è l'ultima collaborazione con l'amico e maestro scomparso prematuramente.
Dal 2010 al 2012 è stato copertinista di John Doe, fumetto creato da Lorenzo Bartoli e Roberto Recchioni e pubblicato da Eura Editoriale.
Come storyboard artist e illustratore lavora per grandi brands: Bulgari, Gucci, Toyota, L'Oreal, Zegna, Champions, Whirlpool, CocaCola, McDonald's, Volkswagen, Bayer…
Collabora con la maggior parte delle case di produzione cinematografiche e pubblicitarie italiane, affiancando registi come Marco Risi, Paolo Virzì, Sergio Rubini, Daniele Luchetti, Emanuele Crialese, Michele Soavi, Ricky Tognazzi e molti altri.
Fra i registi di fama internazionale, Wes Anderson, Guy Ritchie, Mark Steven Johnson, Harald Zwart e Bill Fertik.
Ospite in mostra all'ARFestival 2015 dove ha presentato lo storyboard de Il racconto dei racconti - Tale of Tales, esposto in seguito nelle Giornate degli Autori - Venice Days, durante la 72ª Mostra internazionale d'arte cinematografica di Venezia.
I suoi storyboards esposti anche alla Casa del Cinema nel 2017 e nella prima mostra collettiva sullo Storyboard, al Napoli Comicon 2014, per la quale ha curato i testi.